# WR 42e
WR 42e là một ngôi sao dạng Wolf-Rayet với khối lượng 125 - 135 lần Khối lượng mặt trời trong chòm sao Carina.